# Joanna Skwarczyńska

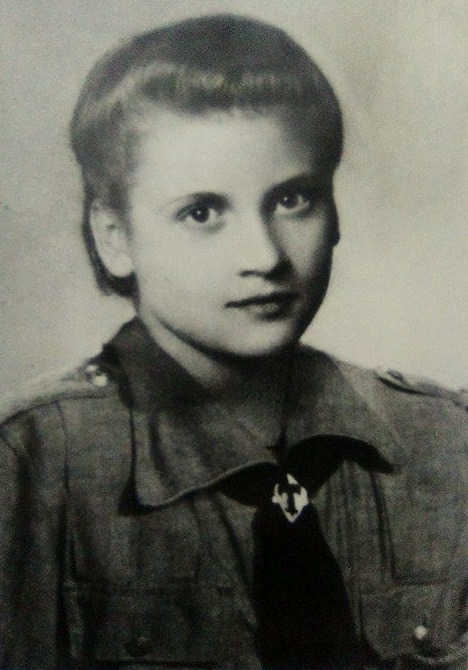
Joanna Skwarczyńska (1946)

Joanna Skwarczyńska (ur. 12 czerwca 1935 w Łodzi, zm. 18 lipca 1948 w Gardnie Wielkiej) – polska harcerka.

## Życiorys
Urodziła się w Łodzi. Córka mjr. dypl. Tadeusza Skwarczyńskiego (1894–1978) i Stefanii Skwarczyńskiej (1902–1988), teoretyka i historyka literatury, prof. Uniwersytetu Łódzkiego. Siostra Marii Olszewskiej (1929–2011), biologa, członka rzeczywistego Polskiej Akademii Nauk, profesora zwyczajnego, wykładowcy Uniwersytetu Łódzkiego.
Od 1938 roku chodziła do przedszkola Rodziny Wojskowej w Łodzi, a potem we Lwowie do 1940. W kwietniu 1940 została wraz z rodziną wysiedlona do Kazachstanu, skąd wróciła pod koniec listopada 1940 do Lwowa. W 1944 roku wystąpiła w tajnym teatrze pod dyrekcją B. Dąbrowskiego, grając rolę Lilusi w Ich czworo oraz Isi w Weselu. W 1945 z rodziną przyjechała do Łodzi, gdzie uczęszczała do Szkoły Powszechnej nr 161. Była wzorową oraz zdyscyplinowaną uczennicą. Wspomagała szkolne przedsięwzięcia oraz organizowała pomoc dzieciom z Domu Dziecka. Planowała zostać aktorką. Należała do Czerwonego Krzyża, Towarzystwa Przyjaciół Żołnierza oraz Związku Harcerstwa Polskiego.
Do harcerstwa – do 15 Łódzkiej Żeńskiej Drużyny Harcerek im. „Zośki” (tzw. Małej Piętnastki) – wstąpiła w 1946 roku. Przyrzeczenie harcerskie złożyła 21 czerwca 1947 roku. Była zastępową oraz przyboczną. Przygotowywała się do funkcji drużynowej.
Zginęła w katastrofie na jeziorze Gardno 18 lipca 1948 roku podczas obozu drużyny harcerskiej. Pochowana 21 lipca 1948 roku w gronie współofiar w części katolickiej Starego Cmentarza w Łodzi.
Od lat 70. XX w. krążyły pogłoski o rozpoczęciu w Archidiecezji Łódzkiej procesu beatyfikacyjnego Joanny Skwarczyńskiej. W ramach 70. rocznicy tragedii na jeziorze Gardno, instruktorzy Chorągwi Łódzkiej ZHP oraz kanclerz archidiecezji, ks. dr Zbigniew Tracz, zdementowali przekazywaną od wielu lat pogłoskę. 
Joanna Skwarczyńska była pierwowzorem literackim dla postaci Joanny Stawskiej w książce Jacka Koprowicza pt. „Otchłań”.

## Upamiętnienie

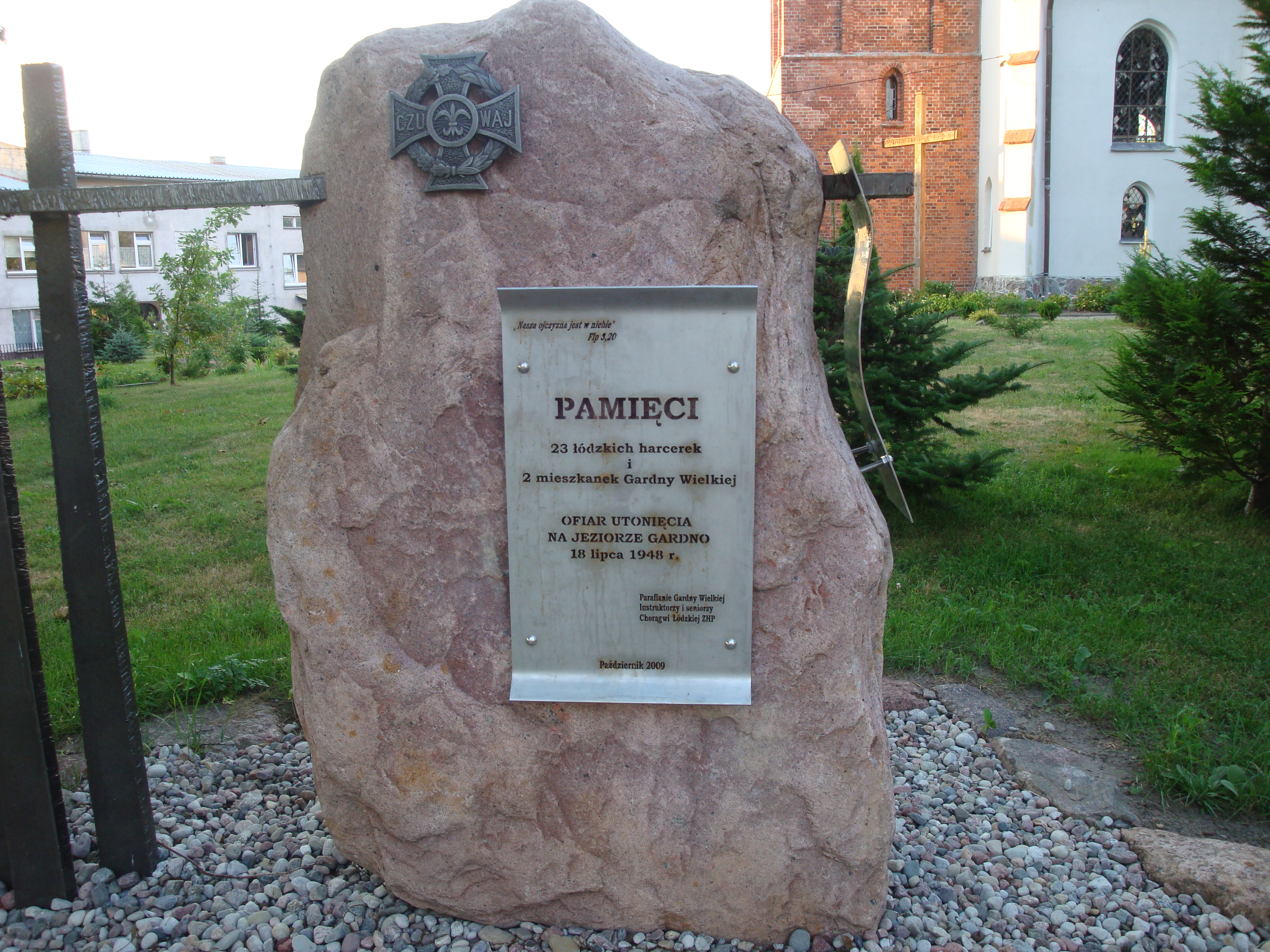
Pomnik w Gardnie Wielkiej (lipiec 2010)

Imię Joanny Skwarczyńskiej noszą drużyny harcerskie w Brzezinach, Łodzi, Radomsku, Bydgoszczy, Gdańsku, Koszalinie, Opolu, Zawadzkiem, Warszawie i Gdyni. 18 października 2003 imię Joanny Skwarczyńskiej nadano Szkole Podstawowej w Gardnie Wielkiej – szkołę zlikwidowano w 2017.